# Célula de Hamburgo

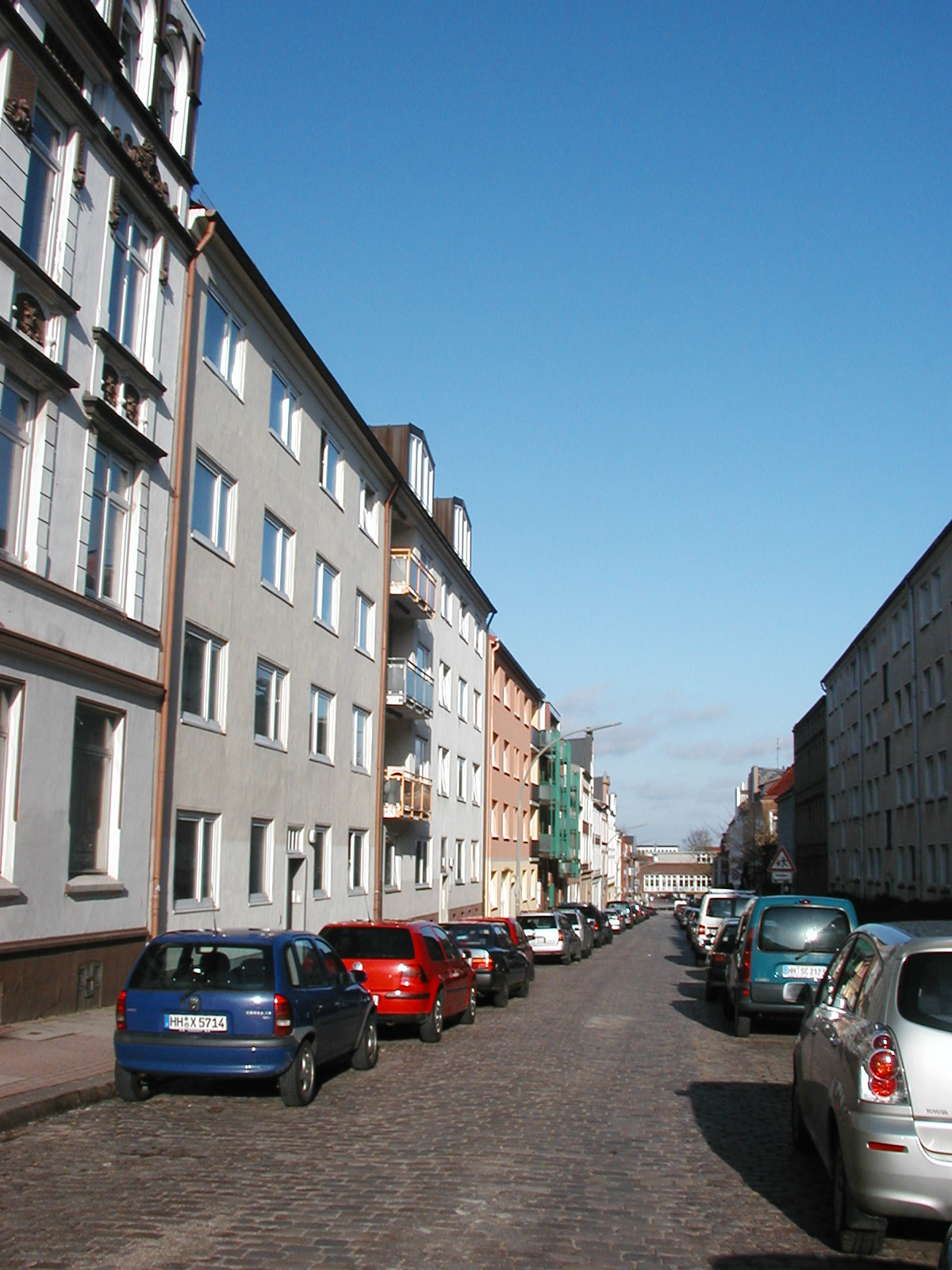
Marienstraße em Hamburgo, onde Mohamed Atta residia de 1998 a 2001.

Célula de Hamburgo foi uma organização terrorista criada em Hamburgo, Alemanha, que atuou entre os anos de 1998 e 2001, tendo planejado e executado os Ataques de 11 de Setembro. O objetivo do grupo era cometer atos terroristas contra países ocidentais, em particular contra os EUA.

## Membros
- Mohamed Atta - um dos pilotos suicidas mortos no ataque
- Marwan al-Shehhi - um dos pilotos suicidas mortos no ataque
- Ziad Jarrah - um dos pilotos suicidas mortos no ataque. O avião caiu antes de chegar a seu destino, que seria o Capitólio, devido a uma luta entre terroristas e passageiros;
- Ramzi Binalshibh - preso nos EUA
- Said Bahaji - morto em 2013, segundo o Conselho de Segurança da ONU, entre a fronteira do Afeganistão com o Paquistão, após uma doença
- Mounir El Motassadeq - cumpriu pena na Alemanha por 15 anos e foi deportado para o Marrocos em outubro de 2018
- Abdelghani Mzoudi - julgado e absolvido em Hamburgo por falta de provas
- Mohammed Haidar Zammar - preso na Síria
- Zakariya Essabar - foi morto no Afeganistão